# エゴイスト 〜egoist〜
『エゴイスト 〜egoist〜』は、東海テレビが制作、フジテレビ系列のテレビ局で、2009年4月6日から2009年5月29日まで放送された昼ドラである。全40回。放送時間は、月曜日から金曜日までの13:30～14:00（JST）。

## 概要
- 嘘とエゴをテーマとし、芸能界を舞台にした女同士のバトルと嫉妬・欲望・愛・裏切りを描くドロドロ愛憎劇[1]。
- 1983年の『また逢う日』から1作品の放送期間は3ヶ月としていたが、4月からTBSが昼ドラから撤退することもあり、今回は2ヶ月間の放送期間としスピード感を生かしたいと制作側は語っている[2]。本作以降の枠年間放送スケジュールは2ヶ月作品が年3本、3ヶ月作品が年2本の体制となる[3]。
- 宮地真緒が帯ドラマに出演するのは2002年のNHK朝の連続テレビ小説『まんてん』以来。川島なお美が昼ドラに出演するのは1993年の『正しい結婚』以来である。
- 主題歌を担当する城南海も本人役で5月1日放送分に出演した[4]。
- 劇中に出てくる劇団『イノセントスフィア』は実在する劇団であり、劇団員が公式サイトのスピンオフドラマに出演したり、劇団公演の後に川島なお美、吉井怜、宮地真緒が出演するイベントも行われた。
- 綾女と香里の設定が、フジテレビの番組紹介サイトにも「その後、知りあった藤本と結婚し、藤本との間に香里をもうけ、家族4人の生活が始まるが、2年後に藤本とは離婚。以降は女手ひとつで二人の娘を育ててきた」と記載されており、実際その設定で物語が進行していたが、番組後半には「香里は朝倉監督との不倫の末に出来た子であり、綾女は一度も結婚していない」という設定に変更になっている。設定変更の理由は不明。

## あらすじ
母の反対を押し切り、スタイリストになった明里はトップ女優・玲子担当のスタイリストとなる。明里の妹・香里は玲子を尊敬する小劇団所属の女優。ところが香里は母が倒れた際に偶然玲子の母子手帳を見つけ、玲子と姉が実の親子である秘密を知ってしまった。そして香里は大女優の名を利用して成り上がるために「私が玲子の娘」だと嘘をつき、玲子の付き人となる。この嘘は育ての母・綾女を巻き込んで女同士のエゴのぶつかり合いに発展していく。

## キャスト
藤本明里（ふじもと あかり） - 吉井怜
玲子と明の子供だが、綾女の娘として育つ。一般企業に就職していたが夢を叶えスタイリストに。玲子担当のスタイリスト見習いに。玲子と関わらないでほしい綾女の妨害が原因で玲子のスタイリストを外されるが、トシ子の厚意で裏方として玲子の衣装担当に。しかし、再びの綾女の妨害でついにトシ子に見放され仕事をやめる。俊介の仲介で玲子のマネージャーになるが、綾女の要求で香里のマネージャーに。綾女から自分を育てることになった経緯を聞かされ、綾女と香里と血縁関係でなかったことを知り、玲子からも綾女からも愛されずに生まれ育ったことにショックを受ける。香里が倒れると脚本家の春樹から代役としてオファーが。自分を捨ててまで玲子が続けたかった女優を知るため代役を引き受け、玲子の家で暮らし演技指導を受ける。ドラマでの演技が評価され大型新人女優として脚光を浴びるが、次第に玲子の嫉妬の標的に。玲子と俊介の禁断の関係と玲子が俊介の子を妊娠したことを知り、俊介と別れる。寿美子に誘われ事務所を独立し、寿美子の家に住む。俊介の子を妊娠、俊介にプロポーズされるが突き放し、出産を決め翔太と偽装結婚。女優として頂点へ登ることを思いつめ、次第に周囲への態度が急変。俊介の刃から明里を庇った綾女が危篤という連絡が届き、仕事が手につかず女優を引退する決意を。意識を取り戻した綾女に母親の強い愛情を感じ、玲子とも和解する。出産した娘は愛と名付けられ、女優を続けている。
藤本香里（ふじもと かおり） - 宮地真緒
明里の義妹、綾女と不倫相手の朝倉との間に生まれた非嫡出子（当初の設定では綾女と離婚した藤本との間に出来た娘であった）。計算高い性格だが、母親思いの面もある。義姉・明里とは仲の良い姉妹であった。高校卒業後、劇団「イノセントスフィア」に所属する女優に。玲子を尊敬していた。偶然玲子の母子手帳を発見してしまい、明里が玲子の実子と知ると、「自分が玲子の娘」だと嘘をつき善場に売り込み玲子の付き人となり玲子と同居する。玲子と親子の名乗りをする記者会見をし、Zプロの女優として契約を結ぶ。玲子との親子共演のドラマのクランクインの日に腹膜炎を起こし降板、代役が明里に決まると逆恨みして嫉妬する。綾女からかつて愛人関係にあった朝倉監督が実の父親と聞かされ、不倫で出来た子だと知り激昂する。明里が俊介の子を妊娠したことを知り激しく嫉妬する。玲子が朝倉と婚約すると、玲子の家に一緒に住むが、俊介の明里への変わらぬ愛を知り女優への情熱も失ってしまう。明里に今までの仕打ちを謝罪し和解。その後は声優など、女優以外の様々な仕事もこなすように。
西条玲子（さいじょう れいこ） - 川島なお美 / 奏木純（17歳当時）
トップ女優、明里の実母。17歳の時に当時付き人をしていた綾女から明を略奪し妊娠。芸能界を引退して結婚しようと思うが、明は事故死。後に女児を出産するが事務所に任せ子供は施設へ。その子供が明里。その後は結婚と離婚を重ね、派手な男性遍歴を繰り返し大女優の地位に。郷田の死後は再婚することなく享楽的な日々を続ける。自分の娘だと名乗り出た香里の素性を知らずに自分の家に住ませていたが、綾女の名を聞いた途端顔色が変わる。やがて香里を家から追い出す。ドラマの脚本家の春樹に香里の代役に明里をと口説き落とし、自宅で演技の特訓をさせる。ところが明里が注目を集めると女優として嫉妬し出すが、玲子の人気は落ち目に。翔太が旗揚げした劇団に参加するが、稽古中に倒れる。妊娠が分かり、女優引退を決めるが、階段から転落し流産。悲しみをこらえ出演した舞台は大成功する。明里の妊娠を俊介に伝える。明里の強い意志に押され、明里と翔太の婚姻届の証人となる。俊介と結婚してほしいと明里に言われるが、朝倉と婚約し同居する。目的のためには手段を選ばなくなった明里の変貌ぶりを目の当たりにし、綾女と手を組み、目を覚まさせようとする。俊介が誤って綾女を刺してしまい、何もかも自分のせいだと激しく後悔。やがて綾女に明里と子供の命を守ってくれたことを感謝する。
藤本綾女（ふじもと あやめ） - 山本みどり / 萬井真代（24歳当時）
明里の義母、香里の実母。女優・唐沢綾女として人気を博したが、23歳の時、突然現れた玲子に女優という地位と恋人を奪われる。自暴自棄になりかけた時に妊娠が分かるも婚約者の明は事故死。ひとりで子供を育てる決意をするが流産。一方の玲子が無事出産したことを知り、その子供を誘拐。その子供が長女・明里である。後に朝倉と不倫の果てに香里をもうけるが、仕出屋で働きながら女手ひとつで二人の娘を育ててきた。明里と香里が玲子の元で働く事や俊介と明里の交際が気が気でなく、明里への憎しみも蘇ってくる。善場から口止め料を貰うと突然化粧をし女性らしく変化。寺元に玲子を追い落とすよう命じる。香里の代役が明里に決まり落ち込む香里のために、翔太をそそのかし明里を犯すよう命じる。後に香里のマネージャーとなり、かつての愛人・朝倉に実子の香里を新作映画の主演にするよう依頼。朝倉とやり直そうと思っていた中、朝倉と玲子の婚約を知り怒り狂う。明里の変貌していく姿を目の当たりにし、明里の母親として、敵対していた玲子と手を組み明里の暴走を止めようとする。俊介が明里と無理心中を図るのを、明里を庇い刺されてしまい、意識不明の重体になるが意識を取り戻す。
郷田俊介（ごうだ しゅんすけ） - 林剛史
玲子の義息。玲子の夫だった実業家・郷田と先妻との子供。若くして母を失い、郷田家の後継者として育つ。18歳の時に玲子と関係を結んでしまう。その事を知らぬまま父は他界。複雑な思いを抱えたまま現在も玲子と暮らし、関係も続いている。父の起こした会社の幹部候補として修業中。明里の純粋さに惹かれ明里に近づき関係を持つ。玲子と明里への愛で苦悩する。ゼロからやり直すために郷田の家を出てホテル暮らしを始める。玲子が妊娠したことを知り、愛し合いながらも明里と別れる。香里の策略により警察に連行されるが、玲子が証拠として提出した増収を記した父の日記により釈放される。明里が妊娠したことを知り、プロポーズするが突き放される。子供の出産を悩む明里に、再び結婚を迫るが拒絶される。女優になり、豹変し孤独になっていく明里をどうしたら救えるのか、と苦悩する。何もかも捨てて二人で旅をしないか、と明里を誘うが明里に信じられない、と言われる。明里と無理心中しようとするが、明里をかばおうとした綾女を誤って刺してしまい、警察に自首する。1年半後、出所し明里と娘・愛と再会。新たな人生が始まる。
善場好一郎 - 藤堂新二
芸能事務所「Zプロ」社長。玲子とは一時愛人関係にあったが、今は良きパートナー。仕事に関しては冷徹な面もある。玲子と香里を親子に仕立て上げようとする。明里の母親は綾女だと聞くと、綾女に口止め料を手渡す。やがて玲子の本当の娘が明里だと知るが、明里には秘密にするよう命じる。寿美子が独立し、明里が出て行ってしまうと玲子の仕事も激減し、慣れない事務仕事もせねばならずてんてこまいとなる。玲子が事務所を辞めると言い出すと、事務所をたたむことに決め、事務所を寿美子に譲る。その後、結婚が決まる。
田嶋翔太 - 古畑勝隆
香里が所属していた劇団「イノセントスフィア」の売れない俳優。香里に片思いをしているが、友人関係で満足している。香里と話をするためZプロへ行くと、偶然共演できることに。綾女から依頼され、代役が決まった明里を犯そうとするが、結局は未遂に終わる。ドラマクランクインの日に明里へ演技のアドバイスをする。トモ美が寿美子の事務所に移籍してしまったため、いよいよ自分の劇団を旗揚げすることに。初演出作品は大成功を収める。香里と関係を持った俊介に明里を傷付けて良いのかと、殴る。俊介の子を妊娠している明里と偽装結婚する。やがて、明里に本物の夫婦になりたいと迫るが、断られる。その後、明里とは離婚し劇団をまとめる。
近松寿美子 - 蘭香レア
「Zプロ」所属の玲子のマネージャー。その後独立し近松オフィス社長兼明里のマネージャーに。腐敗した芸能界を長い間見てきているが、決して染まりきらない温厚かつ屈強な心を持つ。かつては女優をしていたがマネージャーに転職。玲子から信頼されている。突然明里が玲子のマネージャーになり、気をもむ。女優となった明里の能力に感服。玲子が明里をつぶしにかかると、二人で事務所を独立しようと明里にもちかけ、明里を同居させ、自宅を事務所にし、本格的に明里を売り出す。明里の良きパートナーであり、爆発一歩手前の明里をなだめる中和剤の役割も果たしている。善場が事務所をたたむことになると、事務所を譲り受け、玲子のマネージャーになった綾女と事務所を切り盛りしている。
福原トモ美 - 一青妙
香里が所属していた劇団「イノセントスフィア」の主演女優。劇団にあった香里の履歴書を持ち出し、香里は玲子の娘ではないことを善場に告げ口し、口止めするかわりに玲子主演のスペシャルドラマの出演させてもらう。後に寿美子の事務所へ移籍し、劇団を解散に追い込んでしまう。
千川トシ子 - 井口玲子
千川トシ子事務所社長、玲子の担当スタイリスト。明里の先輩。スタイリストとしての腕は確かで玲子に一目置かれている。女優になった明里のスタイリストをするが、以前と別人のような態度の明里に驚きを隠せない。
寺田太郎 - 谷本一
玲子の元マネージャー。善場から依頼され明里の出生の事実を探り出し、玲子から金をゆするだけでなく、綾女を脅迫しようとしたが、逆に綾女からかつて玲子を売り出すために行った汚い手を使い玲子を追い落とすよう言われ協力する。(第1,2部)
春樹柊二朗 - 佐々木勝彦
作家、評論家、脚本家。明里をつぶして欲しいと体を差し出す香里にきっぱりと「明里には女優の素質がある」と言い放ち、香里を抱くことはなかった。明里からの依頼を受け、明里が玲子の実の娘であること、明里のおなかの子の父親が俊介であることなど、玲子の私生活が赤裸々に描かれている「女優・玲子のすべて」という暴露本を発表し、ベストセラーとなったこの本のドラマ化が決まる。
金城明（写真のみ） - 吉岡毅志
カメラマン、明里の実父、綾女の婚約者。綾女と婚約中に玲子と一度だけ関係を持ち、玲子は妊娠。誕生したのが明里である。丹沢で撮影中に滑落事故が起こり死亡。
榊森太郎 - 西森英行
劇団「イノセントスフィア」演出家。明里の独立を知るとトモ美と共に寿美子に売り込み、寿美子の事務所に所属する。
渥美プロデューサー - 野添義弘
玲子を気に入り機嫌を取っていたが、スペシャルドラマ『絆』の成功で、明里を売り出したいと考えており、連続ドラマの主演に明里を起用する。急変した明里の傲慢な態度に頭を抱える。ベストセラーとなった暴露本のドラマ化を決定する。
遠藤プロデューサー ‐ 阪田マサノブ
松子 - 川口節子
郷田家の家政婦。
朝倉保 - 森次晃嗣
世界的映画監督、香里の実父。売れない映画監督時代に妻子があったが、綾女と愛人関係にあった。香里が生まれると間もなく不倫関係を解消。香里のことは認知していない。愛人だった綾女から香里の慰謝料と養育費代わりに、明里から香里に新作映画の主演を交代するよう迫られる。主演を一度玲子に変更するが、明里を指名した。綾女との関係が復活したが、癌で余命がわずかということで、再び綾女に別れを告げたくなかったため、玲子と婚約し同居するが、病状が悪化するとホテル暮らしに戻り、死去。(第3,4部)
ほか

## サブタイトル
| 第1部 大きな嘘      | 第1部 大きな嘘      | 第2部 ねじれた関係  | 第2部 ねじれた関係  | 第3部 女優VS女優    | 第3部 女優VS女優    | 第4部 孤独          | 第4部 孤独          |
| ------------------- | ------------------- | ------------------- | ------------------- | ------------------- | ------------------- | ------------------- | ------------------- |
| 回数                | 第1週-第2週         | 回数                | 第3週-第4週         | 回数                | 第5週-第6週         | 回数                | 第7週-第8週         |
| 第1回               | 運命の出会い        | 第11回              | 信頼                | 第21回              | 風向き              | 第31回              | 二人の母            |
| 第2回               | 秘密                | 第12回              | 母の告白            | 第22回              | 裸の王様            | 第32回              | 仮面                |
| 第3回               | ニセモノ            | 第13回              | 変化                | 第23回              | 妹                  | 第33回              | 女優VS女優          |
| 第4回               | 裏切り              | 第14回              | 覚悟                | 第24回              | 暴走                | 第34回              | 忘我                |
| 第5回               | 嫉妬                | 第15回              | 女優                | 第25回              | 侵食                | 第35回              | 邪魔                |
| 第6回               | 揺れ                | 第16回              | それぞれの思い      | 第26回              | プライド            | 第36回              | モンスター          |
| 第7回               | 固められる真実      | 第17回              | 代価                | 第27回              | それぞれの欲望      | 第37回              | 凶刃                |
| 第8回               | ねじれた関係        | 第18回              | 誕生                | 第28回              | 目覚める本能        | 第38回              | 呪縛                |
| 第9回               | 忍び寄る真実        | 第19回              | 崩れる関係          | 第29回              | 黒い影              | 第39回              | 最後の仕事          |
| 第10回              | 孤独                | 第20回              | 親子ごっこ          | 第30回              | 選択                | 第40回              | 愛                  |
| 視聴率              |                     |                     |                     |                     |                     |                     |                     |
| 最高 7.1%（第40回） | 最高 7.1%（第40回） | 最高 7.1%（第40回） | 最高 7.1%（第40回） | 最低 3.7%（第14回） | 最低 3.7%（第14回） | 最低 3.7%（第14回） | 最低 3.7%（第14回） |
| 4月平均 5.1%        | 4月平均 5.1%        | 4月平均 5.1%        | 4月平均 5.1%        | 5月平均 5.9%        | 5月平均 5.9%        | 5月平均 5.9%        | 5月平均 5.9%        |
| 全平均 5.5%         |                     |                     |                     |                     |                     |                     |                     |

- 視聴率は関東地区、ビデオリサーチ調べ。

## 主題歌・挿入歌
- 主題歌『誰カノタメニ』/ 挿入歌『ワスレナグサ』 城南海（ポニーキャニオン）

## スタッフ
- 製作 - 東海テレビ放送、泉放送制作
- 企画 - 鶴啓二郎（東海テレビ）
- 脚本 - 小森名津
- 演出 - 島崎敏樹（第1,2,4,6,8週）、茂山佳則（第3,5,7週）
- プロデューサー - 松本圭右（東海テレビ）、小池唯一（泉放送制作）、佐藤禎剛（泉放送制作）
- 音楽 - 久保田邦夫
- 音楽制作 - 住谷敦
- 協力 - ケイエッチケイアート、TMC-1スタジオ、バスク、イノセントスフィア、ストロングワーク、山﨑美術、ディノス、相田みつを美術館、ストロングワークス
- 美術協力 - TOSO、TOSHIBA、docomo、Ginza Life、モンブランシューズ、コンバース、アイホン、アルインコ、オリンパス、エステール、ジュエリーミカラ、片岡物産、日本光電 ほか
- 衣装協力 - リベラル、フォーフォーレ、PAULE KA、株式会社ハニーグリータ、ワキタ、IKUO、暮らす服、VIVIAN TAM、EDWIN、4298、MARGON、Lans Ens ほか
- 宝石協力 - partina、ジュエリーミウラ、ルナロッサ、東京貴石輸入
- 撮影協力 - 川崎マリエン、府中の森公園
- 宝石（ジュエリー）監修 - せきかず
- 広報 - 庄野俊哉（東海テレビ）、山本章子（東海テレビ）